# Home Invasion (2016)
Home Invasion is een Amerikaanse thriller uit 2016 onder regie van David Tennant met in de hoofdrollen Jason Patric, Scott Adkins, Natasha Henstridge, William Dickinson, Kyra Zagorsky en Michael Rogers.

## Verhaal
Chloe is een rijke vrouw die met haar stiefzoon Jacob in een afgelegen landhuis woont. Op een stormachtige avond dringen drie inbrekers het landhuis binnen, op zoek naar de kluis van haar man. Chloe en Jacob verstoppen zich in paniek maar slagen er niet in om de politie te bellen. Door het alarmsysteem te activeren krijgt Chloe wel contact met Mike, een operator die vanuit een controlekamer via camera's en luidsprekers in het landhuis met haar kan communiceren. Mike is nu hun enige hoop om het er levend van af te brengen.

## Rolverdeling
| Acteur             | Personage     |
| ------------------ | ------------- |
| Jason Patric       | Mike          |
| Scott Adkins       | Heflin        |
| Natasha Henstridge | Chloe         |
| Liam Dickinson     | Jacob         |
| Kyra Zagorsky      | Victoria Knox |
| Michael Rogers     | Astor         |
| Christian Tessier  | Xander        |
| Brenda Crichlow    | Bess          |
| Leanne Lapp        | Liz           |
| Johannah Newmarch  | Alice         |
| Garry Chalk        | Sheriff Kane  |